# Vescomtat de Vendôme
El vescomtat de Vendôme fou una jurisdicció feudal del comtat de Vendôme al Regne de França.
El primer vescomte fou nomenat per Bucard I el Venerable vers 980; va recaure en Fulcrad que era un parent de la seva dona Elisabet de Melun; es creu que era de la família dels vescomtes de Chartres que van fugir quan aquest comtat fou ocupat pel comte Tibald I el Trampós de Blois. El descendents de Fulcrad van crear algunes senyories com Bocuchet i Lisle però el vescomtat va passar en el sistema d'aliances format pel comte d'Anjou i els comte de Vendôme (Bucard el Venerable) en contra de Blois, a la casa dels vescomtes de Mans, aliada d'Anjou. La part principal de les seves possessions va passar al fill Fuquer I el Ric (mort vers 1040) que va fundar la senyoria de Bouchet. Es va casar amb Hildegarda i va deixar diversos fills entre els quals l'hereu Fulquer II el Ric, Vulgrí (monjo, abat i finalment bisbe de Mand) i Adela casada dues vegades amb Roger de la Tour (tronc dels senyors de Lisle i després amb Hug Doubleau (tron dels senyors de Mondoubleau).
Apareix esmentat després com a vescomte Hubert (de la família de vescomtes de Mans i senyors de Langeais, que era el gendre de Fulcrad pel matrimoni amb la seva filla Emma) en una carta datada a la primera meitat del segle xi (entre 1006 i 1040) i que seria de 1006, feia aportacions a Folc III Nerra d'Anjou per obtenir el bisbat d'Angers per al seu fill anomenat també Hubert, que fou bisbe (1006) i va morir el 1047. El vescomte Hubert Es va casar amb Emelina (de Vendôme?) i van tenir quatre fills: Raül que el va succeir, Godehilda i Aldeberga. Raül apareix en una donació del 1057. Raül hauria mort sense successió i el comtat va passar a la seva neboda Emma, filla d'Aldeberga, casada amb Raül (IV) vescomte de Beaumont (fill de Raül III de Beaumont, vescomte del Maine; Emma va morir el 12 de setembre de 1058 i el seu marit després de 1070. Foren els pares de Raül Payen vescomte de Beamont i de Vendôme i senyor de Montrevault que es va casar amb Agata, filla de Folc el Petit Anec, comte de Vendôme i van tenir dos fills, Folc (que fou el pare de Roscelí, tronc dels senyors de Montrevault) i Bucard. El vescomtat com a tal va desaparèixer.

## Llista de vescomtes
- Fulcrad vers 980-1005
- Hubert vers 1005-1030
- Raül I vers 1030-1057
- Emma 1057-1058
- Raül II (IV de Beaumont) 1057-1058
- Raül Payen 1058-1090
- Folc vers 1100
- Roscelí, senyor de Montrevault (el títol vescomtal desaparegué)